# Poenițele
Poenițele – wieś w Rumunii, w okręgu Buzău, w gminie Chiojdu. W 2011 roku liczyła 238 mieszkańców.